# Loděnice (ort i Tjeckien, Mellersta Böhmen)
Loděnice är en ort i Tjeckien.   Den ligger i distriktet Beroun och regionen Mellersta Böhmen, i den centrala delen av landet, 21 km sydväst om huvudstaden Prag. Loděnice ligger 260 meter över havet och antalet invånare är 1 564.
Terrängen runt Loděnice är kuperad åt sydväst, men åt nordost är den platt. Loděnice ligger nere i en dal. Runt Loděnice är det ganska tätbefolkat, med 192 invånare per kvadratkilometer. Närmaste större samhälle är Kladno, 17,4 km norr om Loděnice. Trakten runt Loděnice består till största delen av jordbruksmark.